# 나 그런 애 아니에요
"나 그런 애 아니에요"(A Fly)는 한국에서 제작된 배지윤 감독의 2009년 영화이다. 김두리 등이 주연으로 출연하였다.

## 출연

### 주연
- 김두리
- 박규한
- 이현우

## 기타
- 사운드: 이성철